# ATC-kod H: Hormoner, exkl könshormoner och insuliner
ATC-kod H: Hormoner, exkl könshormoner och insuliner är en del av klassificeringssystemet ATC (Anatomical Therapeutic Chemical Classification System) för läkemedel och vissa andra medicinska produkter. ATC utvecklas av WHO och består av alfanumeriska koder indelade i grupper utifrån anatomi, medicinsk funktion och läkemedelstyp på 5 olika kodnivåer. Denna sida listar innehållet i en specifik grupp på den första nivån.

## H Hormoner, exkl könshormoner och insuliner
H01 Hypofys- och hypotalamushormoner samt analoger
H02 Kortikosteroider för systemiskt bruk
H03 Tyreoideahormoner och antityreoida substanser
H04 Pankreashormoner
H05 Medel som reglerar kalciumomsättningen

### Engelska
- WHO Collaborating Centre for Drug Statistics Methodology - ATC Index
- WHO Collaborating Centre for Drug Statistics Methodology - ATCvet Index

### Svenska
- SIL online
- FASS.se - ATC
- FASS.se - Veterinär-ATC
- Sök läkemedelsfakta - Läkemedelsverket
- Socialstyrelsen : Klassifikationer
- Nationellt produktregister för läkemedel - NPL